# Casino Royale Hotel & Casino
Casino Royale Hotel & Casino – kasyno i hotel, położony przy bulwarze Las Vegas Strip w Paradise, w stanie Nevada.  
Kasyno znane jest przede wszystkim z możliwości obstawiania niskich zakładów oraz z jednych z najniższych stawek minimalnych przy Strip. 

## Historia
Pierwszym budynkiem znajdującym się w miejscu obecnego Casino Royale była restauracja Frank Musso's Restaurant, sąsiadująca bezpośrednio z Sands Hotel Casino. Lokal funkcjonował w latach 50. i 60., po czym został zamknięty. Zamiast niego, otwarto Joey's New Yorker Night Club, a następnie Nob Hill Casino.  
Nob Hill, którego początki sięgały 1978 roku, znany był z jednej z niajniższych stawek wejściowych przy Las Vegas Strip. Dodatkowo, oferował żetony o wartości 0.25 dolarów. Kasyno zakończyło działalność w 1990 roku.
1 stycznia 1992 roku Nob Hill wznowił działalność pod nową nazwą – Casino Royale.

## Casino Royale w mediach
- Grand Theft Auto: San Andreas, jako Royal Casino
- Project Gotham Racing 4 , w jednej z ukrytych misji gracz musi zrobić zdjęcie przed budynkiem Casino Royale, jadąc Astonem Martinem DBS